# Liste des ponts de Limoges
Liste des ponts de Limoges, non exhaustive, représentant les édifices présents et/ou historiques dans la ville de Limoges (Haute-Vienne), en France, d'amont en aval :
- Pont autoroutier sur la Vienne
- Pont Saint-Étienne : Alors qu'au Moyen Âge, Limoges est coupée en deux entités que sont le Château et la Cité, le pont Saint-Étienne, achevé au XIIIe siècle, permit aux habitants de la Cité, de ne plus être tributaires du Château qui possédait le pont Saint-Martial. Il supporte le pèlerinage de Saint-Jacques de Compostelle.
- Pont Neuf : Bâti entre 1832 et 1838, nommé Pont Louis-Philippe jusqu'à la révolution de 1848,  élargi en 1968[1], il est orné de sculptures d'Henri Varenne, qui travailla aussi sur la gare des Bénédictins, le château de Versailles et divers monuments de Tours.
- Pont Saint-Martial : Construit en 1215 sur des bases gallo-romaines, en contrebas de l'ancien forum, le pont Saint-Martial permettait de traverser la Vienne en facilitant les échanges entre Avaricum et le sud de la Gaule. Il possède sept arches en arc brisé.
- Pont de la Révolution : Achevé en 1885, il relie l'avenue du même nom à l'avenue Georges Pompidou, se prolongeant vers la route de Solignac.
- Viaduc ferroviaire de Limoges, achevé [2]en 1891.
- Pont Georges-Guingouin : Inauguré en 2006 : ce nouveau pont qui enjambe la Vienne a été appelé, par plaisanterie, un 1er avril, le « pont Ticaud » par allusion aux ponticauds, les habitants du « quartier des Ponts » de Limoges. Le plus souvent appelé « pont du Clos-Moreau » voire « nouveau pont », en 2015 lui est officiellement attribué le nom du résistant et libérateur de Limoges Georges Guingouin.